# Лубны (Калужская область)
Лубны — деревня в Козельском районе Калужской области. Входит в состав сельского поселения «Село Нижние Прыски».
Расположена примерно в 4 км к северу от города Козельск.

## Население
На 2010 год население составляло 0 человек.